# Pycnogonum elephas
Pycnogonum elephas är en havsspindelart som beskrevs av Stock, J.H. 1966. Pycnogonum elephas ingår i släktet Pycnogonum och familjen Pycnogonidae. Inga underarter finns listade i Catalogue of Life.